# Шафо Сен Жирсон
Шафо Сен Жирсон (фр. Chaffaut-Saint-Jurson) насеље је и општина у Француској у региону Прованса-Алпи-Азурна обала, у департману Горњопровансалски Алпи која припада префектури Дињ ле Бен.
По подацима из 2011. године у општини је живело 746 становника, а густина насељености је износила 20,61 становника/km². Општина се простире на површини од 36,2 km². Налази се на средњој надморској висини од 584 метара (максималној 960 m, а минималној 470 m).

## Демографија
| 1962. | 1968. | 1975. | 1982. | 1990. | 1999. | 2011. |
| ----- | ----- | ----- | ----- | ----- | ----- | ----- |
| 193   | 196   | 229   | 346   | 510   | 674   | 746   |

График промене броја становника у току последњих година